# Маркус, Владимир Михайлович
 Владимир Михайлович Маркус, 1-й (11 апреля 1826, Санкт-Петербург, Российская империя — 13 ноября 1901, Санкт-Петербург, Российская империя) — Российский государственный деятель, член Государственного совета, действительный тайный советник. Почётный опекун.

## Биография
Из дворян. Сын действительного тайного советника Михаила Антоновича Маркуса (1799—1865). Его брат, Фёдор Михайлович Маркус был также действительным тайным советником и сенатором.
После окончания курса юридического факультета Санкт-Петербургского университета поступил, в 1849 году, на службу в Санкт-Петербургскую коммисариатскую комиссию. В 1852 году назначен младшим чиновником военно-походной, по флоту канцелярии Его Императорского Величества. 20 января 1854 года перешёл на службу в департамент внешней торговли чиновником особых поручении министерства финансов VII класса, был членом комитета по устройству Санкт-Петербургской мануфактурной выставки. В 1862 году назначен чиновником особых поручении VI класса, в 1863 — V класса. В этом же году назначен членом комиссии при министерстве финансов, для рассмотрения предположения об устройстве казённых палат. В 1864 году назначен членом совета Волжско-Донской железной дороги. Принимал участие в разработке вопросов о финансовом управлении Царства Польского. В 1866 году назначен управляющим отделом по финансам Царства Польского в министерстве финансов. В том же году назначен членом комиссии, учреждённой при министерстве финансов для пересмотра системы податей и сборов, а затем главным директором, председательствующим в правительственной комиссии финансов и казначейства Царства Польского.
В 1869 году предоставлено общее наблюдение за действиями казенных палат в губерниях Царства Польского, кроме того он продолжал принимать участие в занятиях центральной по крестьянским делам комиссии в качестве представителя министерства финансов. 30 августа 1869 года назначен сенатором, с оставлением членом учредительного комитета в Царстве Польском. С 1879 года присутствовал в Сенате во 2-м отделении 3-го департамента, затем в 1-м департаменте. Был в день коронования Александра III 15 мая 1883 года ассистентом при особе несшей Государственное знамя. В том же году назначен попечителем богадельни Цесаревича Николая Александровича. 1 января 1884 года назначен членом Государственного совета по департаменту Государственной экономии, а 16 февраля 1885 года назначен почетным опекуном, в этом же году участвовал в обсуждении вопросов возникавших в особой Высочайше учрежденной комиссии при разработке правил о преимуществах гражданской службы в отдаленных краях империи. Состоял членом для обсуждения вопросов возникших из ревизии оборотов Николаевской железной дороги за 1868—1882.
С 1863 года был членом Попечительского совета заведений общественного призрения в Санкт-Петербурге, попечителем больницы св. Ольги.Участвовал в комиссии по пересмотру устава опекунского совета и положения о Собственной Его Императорского Величества канцелярии по учреждениям Императрицы Марии. 19 ноября 1888 года назначен председателем комиссии по пересмотру пенсионного устава ведомства учреждении Императрицы Марии.
1 мая 1894 года ему Высочайше повелено присутствовать в особой комиссии, образованной при Государственном совете для предварительного обсуждения представления министра юстиции о преобразовании межевой части.
Имел много российских орденов до Св. Владимира 1-й степени, включительно.
Похоронен на Волковском лютеранском кладбище.